# Kyklopengrab (Mykene)

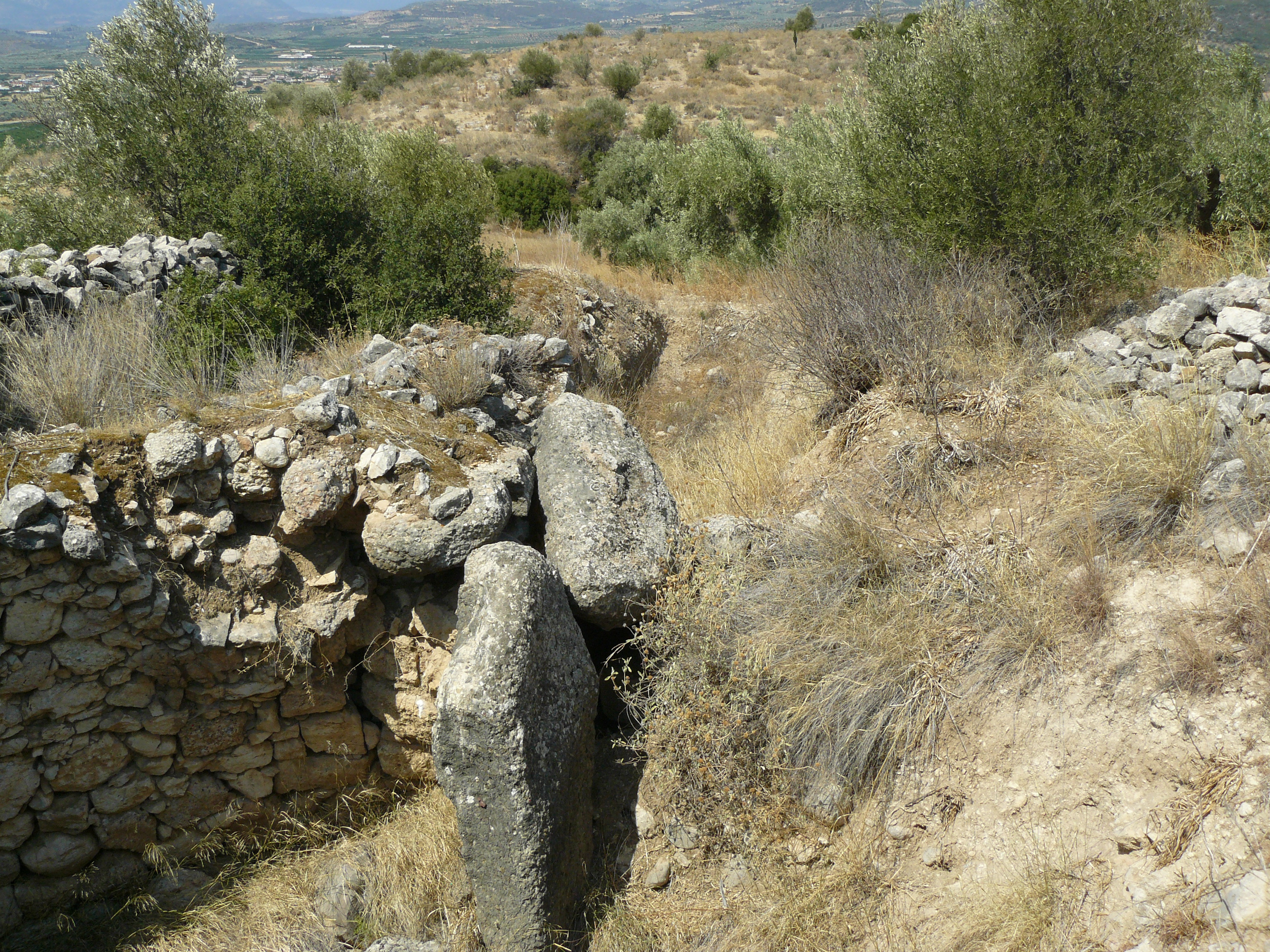
Zuweg und eingestürzter Torweg des Kyklopengrabes

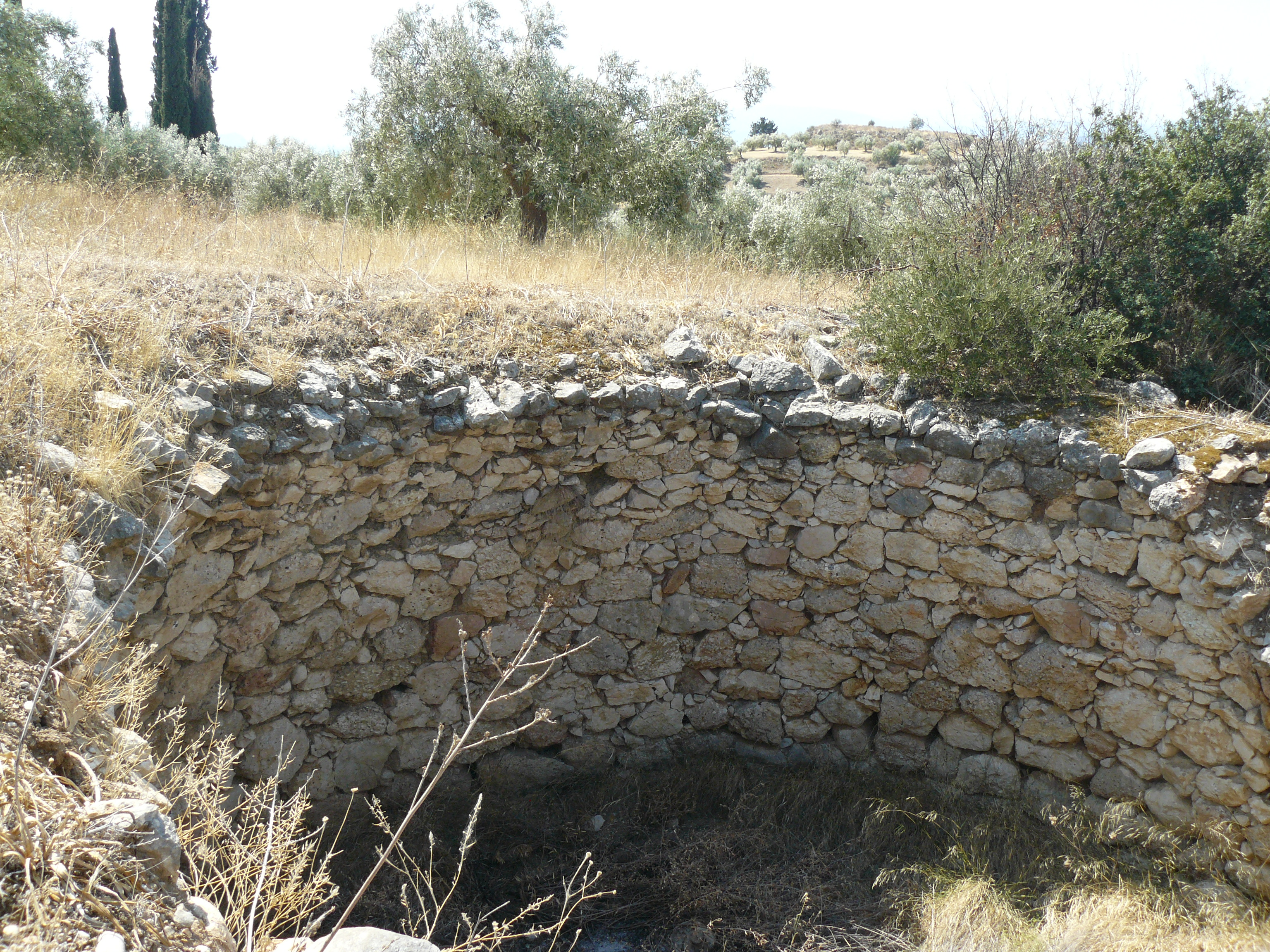
Eingestürzte Tholos des Grabes

Kyklopengrab (griechisch Τάφος Κυκλώπειος) wird ein Tholosgrab in Mykene genannt. Benannt wurde das Grab nach seiner kyklopischen Bauweise des Torweges (Stomion) und der Grabkuppel. Hierbei wurden unbearbeitete Feldsteine aufeinander geschichtet und in die verbliebenen Zwischenräume kleine Steine gesteckt. Das Tholosgrab liegt am westlichen Abhang des Panagitsa-Hügels etwa 650 m westlich der Oberstadt von Mykene und 60 m südlich des Grabes der Genien. Nach der Klassifizierung von Alan Wace gehört es zur ersten Tholos-Gruppe und datiert in die Späthelladische Zeit (Übergang SH I zu SH II A Früh). Vermutlich ist es das älteste Tholosgrab von Mykene und wurde um 1500 v. Chr. errichtet.

## Beschreibung
Der zum Grab hin leicht absteigende Zuweg (Dromos) wurde in den Fels gegraben. Seitenmauern wie bei den späteren Gräbern fehlen. Er wurde hauptsächlich durch die landwirtschaftliche Nutzung stark beschädigt und so kann die Länge des Zuwegs nicht genau bestimmt werden, er war jedoch mindestens 10 m lang.
Der Eingangskorridor war etwa 3 m hoch, 1,40 m breit und 3,40 m lang. Die Seitenwände waren leicht nach innen geneigt. Die Türpfosten wurden aus nur leicht zugerichteten Steinen aus Kalkstein und Konglomerat, die beide in der Nähe gebrochen wurden, errichtet. Auch für die Außenfassade verwendete man nur grob bearbeitete Steine. Als Decksteine verwendete man drei große Platten aus Konglomerat. Da die Oberkante des Eingangs etwa mit dem Bodenniveau abschließt, konnte man zum Verlegen der Decksteine diese einfach an Ort und Stelle ziehen und musste nicht die tonnenschwere Steine anheben. Aus der Tatsache, dass die Decksteine nur wenig länger waren als der Eingangskorridor breit war und sie deshalb nur eine schmale Auflagefläche hatten schloss Alan Wace, dass das Grab über kein Entlastungsdreieck verfügte. Diese Schlussfolgerung beruhte jedoch auf der Annahme, dass das Grab des Aigisthos auch über kein Entlastungsdreieck verfügen würde. 1997 wurde jedoch das Entlastungsdreieck an diesem Grab freigelegt. Das Fehlen einer Türschwelle und entsprechender Bohrungen in den Deckplatten zeigt, dass es keine Türen an dem Grab gab. Der Eingang war am äußeren Ende mit unbearbeiteten Steinen zugemauert worden.
Die heute eingestürzte Kuppel hatte einen Durchmesser von 8 m und die Höhe wird ebenfalls auf etwa 8 m geschätzt. Zum Bau wurde ein rundes Loch in den weichen Fels geschlagen, in den das Grab gebaut wurde. Die Kuppel wurde aus nur wenig bearbeiteten Steinen aus Kalkstein und Konglomerat in kyklopischem Stil errichtet. Hierbei wurden in die Zwischenräume kleine Steine gesteckt. Nach oben wurde die Kuppel in Kragbauweise geschlossen. Hierbei wurden die oberen Steinlagen immer weiter nach innen gesetzt. Um diese zu stabilisieren, wurden sie durch äußere Steine, die als Gegengewicht dienten, beschwert. Hierdurch nahm die Dicke die Außenmauer nach oben zu. Als Boden diente der eingeebnete Felsboden und die Wände blieben unverputzt. Es wurden keine Grabschächte in dem Grab entdeckt.

## Erforschung und Funde

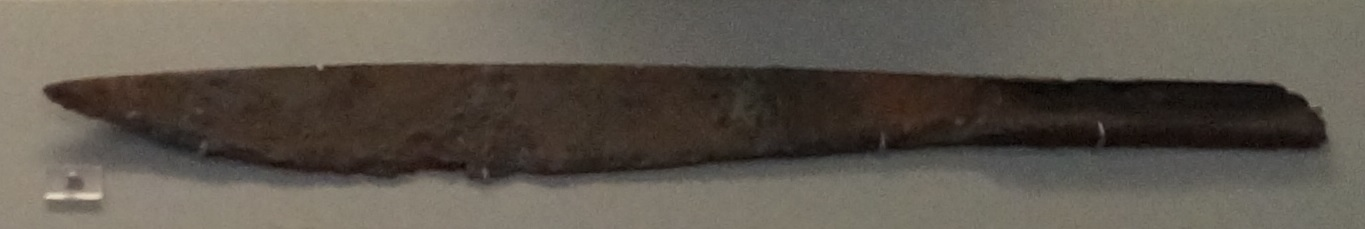
Großes Bronzemesser aus dem Kyklopengrab

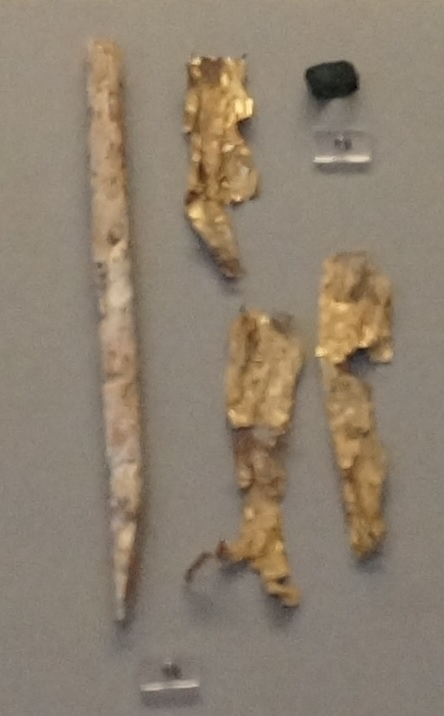
Elfenbeinstab, Goldfolie und Bronzering aus dem Kyklopengrab

Das Grab erscheint bereits 1878 auf Vasilios Drosinos Plan von Mykene. und auch auf der Karte von Bernhard Steffen aus dem Jahre 1881/2. 1891 wurde es von Christos Tsountas ausgegraben. 1922 führte Alan Wace Nachgrabungen durch. Hierbei untersuchte er den Dromos, das Stomion und den Schutt, den Tsountas aus dem Grab geschafft hatte.
Tsountas entdeckte ein großes Bronzemesser, einen Elfenbeinstab, der mit Gold verkleidet war, mehrere große Stücke Goldfolie, eine Pfeilspitze aus Obsidian, einen Spinnwirtel (Konuli) aus Steatit aus SH III, der vermutlich erst später in das Grab geraten ist, ein Bronzestift mit vergoldetem Köpfchen, ein Bronzering, ein zerbrochener, linsenförmiger Siegelstein aus Steatit und mehrere Glasperlen einer Halskette. Die Funde sind teilweise im Archäologischen Nationalmuseum in Athen ausgestellt.
Wace entdeckte bei den Nachgrabungen im Dromos neun Scherben von Vasen und großen Amphoren im Palaststil (SH II) und weitere zwanzig Scherben aus der gleichen Zeit (SH I spät / SH II). Vierzig Scherben wurden in SH III datiert. Im Eingangskorridor fand er vier Scherben aus dem Mittelhelladikum, acht aus SH II, 26 aus SH III, eine geometrische Tonscherbe und ein hellenistisches Ziegelfragment. Im Schutt fand man zwei Scherben einer Palaststil-Amphore und eine weitere eines Alabastron (SH II) und 53 unspezifische Bruchstücke.